# MOSH PIT ON DISNEY
『MOSH PIT ON DISNEY』（モッシュ・ピット・オン・ディズニー）はディズニーのトリビュート・アルバムである。
2004年7月28日にavex traxよりCCCDとしてリリースされた。
2002年にリリースされた『DIVE INTO DISNEY』の続編。

## 解説
前作同様ディズニーの楽曲を国内外のアーティストがロック・ナンバーにアレンジしてカバーしている。リリースに先駆けて2003年から「WHEN YOU WISH UPON A STAR」（『ピノキオ』）、「CAN'T HELP FALLING LOVE」（『リロ・アンド・スティッチ』）、「UNDER THE SEA」（『リトル・マーメイド』）の3枚のシングルがリリースされた。また、ブライアン・セッツァーなど一部の楽曲はこれ以前にリリースされた作品のものが使用されている。アルバムのプロジェクトプロデューサーは、本作にThe Suemithとして参加し、後にSUEMITSU & THE SUEMITHとしてデビューする末光篤が担当する。

## 収録曲・参加アーティスト
1. MOSH PIT STEAMROLLER,YOU ARE !!!
2. MICKEY MOUSE CLUB MARCH / Andrew W.K.
（『ミッキーマウス』シリーズより）
3. A WHOLE NEW WORLD / LOW IQ 01
（『アラジン』より）
4. COLORS OF THE WIND / ACIDMAN
（『ポカホンタス』より）
5. GIVE A LITTLE WHISTLE / the band apart
（『ピノキオ』より）
6. YOU CAN FLY!YOU CAN FLY!YOU CAN FLY! / WRENCH
（『ピーター・パン』より）
7. HI-DIDDLE-DEE-DEE / MONTEROZA 4950
（『ピノキオ』より）
平本レオナ（HUSKING BEE）、ミト（クラムボン）、中尾憲太郎（ナンバーガール）、山嵜希廣和（toe）による企画ユニット。
8. WINNIE THE POOH / ASPARAGUS
（『くまのプーさん』より）
9. IT'S NOT EASY / Reel Big Fish
（『ピートとドラゴン』より）
10. THE AGE OF NOT BELIEVING / The Miceteeth
（『ベッドかざりとほうき』より）
11. CAN'T HELP FALLING LOVE / Oi-SKALL MATES
（『リロ・アンド・スティッチ』より）
12. HEIGH-HO / THE VANDALS
（『白雪姫』より）
13. MAIN STREET ELECTRICAL PARADE-BAROQUE HOEDOWN /増淵謙司 (SCAFULL KING)
（『エレクトリカルパレード』より）
14. WHEN YOU WISH UPON A STAR / American Hi-Fi
（『ピノキオ』より）
15. GIVE A LITTLE WHISTLE / ヒダカトオル (BEAT CRUSADERS)
（『ピノキオ』より）
16. I'LL TRY / TGMX (SCAFULL KING)
（『ピーター・パン2 ネバーランドの秘密』より）
17. UNDER THE SEA / DOPING PANDA
（『リトル・マーメイド』より）
18. EV'RYBODY WANTS TO BE A CAT / Brian Setzer
（『おしゃれキャット』より）
19. HEARTBREAK HOTEL / SEXER
（『リロ・アンド・スティッチ』より）
20. I WAN'NA BE LIKE YOU / smash mouth
（『ジャングル・ブック』より）
21. GOOD COMPANY / CUBISMO GRAFICO FIVE
（『オリバー ニューヨーク子猫ものがたり』より）
22. UNDER THE SEA / YOUR SONG IS GOOD
（『リトル・マーメイド]』より）
23. SOME DAY MY PRINCE WILL COME / FULL SWING
（『白雪姫』より）
24. PART OF YOUR WORLD  /The Suemith
（『リトル・マーメイド』より）

## 先行シングル
1. 『Mosh Pit on Disney E.P.NO.1〜WHEN YOU WISH UPON A STAR』（2003年8月13日）
  1. WHEN YOU WISH UPON A STAR (the band apart)
作詞：ネッド・ワシントン / 作曲：リー・ハーライン
  2. I'VE GOT NO STRINGS (SEXER)
作詞：ネッド・ワシントン / 作曲：リー・ハーライン
  3. GIVE A LITTLE WHISTLE (ヒダカトオル)
作詞：ネッド・ワシントン / 作曲：リー・ハーライン
  4. HI-DIDDLE-DEE-DEE(AN ACTOR'S LIFE FOR ME) (MONTEROZA 4950)
作詞：ネッド・ワシントン / 作曲：リー・ハーライン
2. 『Mosh Pit on Disney E.P.NO.2〜好きにならずにいられない』（2003年10月8日）
  1. CAN'T HELP FALLING IN LOVE (Oi-SKALL MATES)
作詞・作曲：L.クリートア / 作曲：H.ペレティ / 作曲：G.D.ウェイス
  2. HOUND DOG (ヒダカ・トオル)
作詞・作曲：J.レイバー・M.ストラー
  3. HEARTBREAK HOTEL (SEXER)
作詞・作曲：エルビス・プレスリー、M.アクストン、T.ダーデン
  4. DEVIL IN DISGUISE (MONTEROZA 4950)
作詞・作曲：B.バウム、B.ベニーテス、F.カイ
3. 『Mosh Pit on Disney E.P.NO.3〜UNDER THE SEA』（2004年2月25日）オリコン91位
  1. Under the Sea (DOPING PANDA)
作詞：ハワード・アッシュマン / 作曲：アラン・メンケン
  2. Part of Your World (Cubismo Grafico Five)
作詞：ハワード・アッシュマン / 作曲：アラン・メンケン
  3. Kiss the Girl (TGMX)
作詞：ハワード・アッシュマン / 作曲：アラン・メンケン
  4. Under the Sea(YOUR SONG IS GOOD)
作詞：ハワード・アッシュマン / 作曲：アラン・メンケン

## 演奏
- Andrew W.K.：All Instruments (#2)
- LOW IQ 01：Vocal, Guitar, Bass, Percussions (#3)
- Masanari Goto
  - Flute (#3)
  - Sax (#16)
- 福田“TDC”忠章
  - Drums (#3.13)
  - Tambourine, Vibraslap (#13)
- 大木伸夫：Vocal, Guitar (#4)
- 佐藤雅俊：Bass (#4)
- 浦山一悟：Drums (#4)
- 荒井岳史：Vocal, Guitar (#5)
- 川崎亘一：Guitar (#5)
- 原昌和：Bass, Chorus  (#5)
- 木暮栄一：Drums, Chorus (#5)
- Shige：Voice, Cry, Programming (#6)
- 坂元東：Guitar, Programming (#6)
- 松田知大：Bass (#6)
- MUROCHIN：Drums (#6)
- 平本レオナ：Drums, Talking the Lyrics (#7)
- 中尾憲太郎：Bass, Guitar (#7)
- 山嵜廣和 (toe)：Guitar (#7)
- ミト (クラムボン)：Fender Rhodes, Glockenspiel (#7)
- 渡邊忍：Vocal, Guitar (#8)
- 山下潤一郎：Bass, Chorus (#8)
- 一瀬正和：Drums, Chorus (#8)
- Aaron Barrett：Vocal, Guitar (#9)
- Scott Klopfenstein：Vocal, Trumpet, Guitar, Piano (#9)
- Matt Wong：Bass (#9)
- Dan Regan：Trombone (#9)
- Carlos de la Garza：Drums, Percussion (#9)
- Tyler Jones：Trumpet (#9)
- 金澤義：Drums (#10)
- 和田拓：Bass (#10)
- 森寺啓介、吉田明生：Guitar (#10)
- 田淵公人：Sax (#10)
- 樋口嘉一：Trombone (#10)
- 村岡健志、佐々木一右衛：Trumpet (#10)
- 藤井学：Keyboards (#10)
- 次松大助：Vocal (#10)
- WATARU：Vocal (#11)
- CIM：Bass (#11)
- KEN, TAEKO：Guitar (#11)
- MARU：Drums (#11)
- NORI：Trumpet (#11)
- HIROSHI：Trombone (#11)
- YOSHIO：Alto Sax (#11)
- SHINTAROU：Tenor Sax (#11)
- SHINYA： Baritone Sax (#11)
- MAMI：Organ (#11)
- Warren Fitzgerald：Vocal, Guitar (#12)
- David Quackenbush：Vocal (#12)
- Joe Escalante：Bass (#12)
- Josh Freese：Drums, Cymbals (#12)
- Brooks Wackerman, Scott Aukerman：Additional Background Vocals (#12)
- 増渕謙司：Guitar (#13)
- 4106：Bass (#13)
- Akira Kurimoto：Whistle (#13)
- 松田岳二
  - Keyboards (#13)
  - Vox & Rhythm Box (#21)
- Stacy Jones：Lead Vocals, Guitar, Drums (#14)
- Jamie Arentzen：Lead Guitar, Vocal (#14)
- Drew Parsons：Bass, Vocal (#14)
- ヒダカトオル：Vocal, Guitar, Chorus (#15)
- ケイタイモ：Bass, Chorus (#15)
- Jinpei (Amy)：Drums, Cobga, Chorus (#15)
- Yumi (buddhiston)：Piano, Electric Piano, Vibraphone, Keyboards, Chorus (#15)
- TGMX aka SYUTA-LOW TAGAMI
  - All Instruments (#16)
  - Synthesizer, Organ (#21)
- フルカワユタカ
  - Vocal (#17)
  - Guitar (#17)
  - Chorus (#21)
- Taro Houjyou：Bass, Chorus (#17)
- Hayato：Drums, Chorus (#17)
- ブライアン・セッツァー：Vocal, Guitar (#18)
- Bob Parr：Bass (#18)
- Bernie Dressel：Drums (#18)
- Musashi Yamamoto： Vocal (#19)
- Jin Tanaka, Susumu Hazawa：Guitar (#19)
- Tatsuya Kawada：Bass (#19)
- Yutaka Katayama：Drums (#19)
- 恒岡章 (Hi-STANDARD)：Drums (#21)
- 330：Bass (#21)
- タナカレイジ：Drums (#22)
- タカダ“ダータカ”ヒロユキ：Bass (#22)
- シライシコウジ、ヨシザワ“モーリス”マサトモ：Guitar (#22)
- ハットリ“ショーティ”ヤスヒコ：Trombone (#22)
- サイトウ“jxjx”ジュン：Organ (#22)
- YSIG：Percussion, Chorus (#22)
- YAMAGUCHI：Hammond Organ & Bells (#23)
- MATSUO： Guitar (#23)
- YAMAMACHI ：Bass (#23)
- HIRANO： Drums, Performance (#23)
- 末光篤：Vocal, Piano,  Chorus (#24)
- JUN： Bass (#24)
- 鈴木俊介：Guitar (#24)
- 田井モトヨシ：Drums (#24)